# Quinn en Aaron Bezemer
Quinn en Aaron Bezemer (27 januari 2004) zijn een tweeling en Nederlandse influencers, content creators en acteurs. Ze verwierven als duo bekendheid op TikTok en later op Instagram en YouTube. Naast hun content op sociale media, waren zij ook te zien in verschillende films en televisieprogramma’s. 

## Levensloop

### Gezamenlijk
De broers begonnen hun social-media-avontuur rond 2020. In 2020 hadden de broers op TikTok 24 duizend volgers en hun filmpjes werden circa 200 duizend keer bekeken. Uiteindelijk besloten ze om  24 uur live wakker te blijven om geld op te halen voor het Longfonds.
Omdat de broers door de coronapandemie veel thuis zaten kwam Quinn in 2021 op het idee om meer TikTok-filmpjes op te nemen. Aaron besloot na twijfels toch mee te doen met zijn broer. De broers verwierven daar snel bekendheid onder jongeren mee.
In 2021 mochten de broers meespelen in de fillm De nog grotere slijmfilm, en ook in de vervolgfilms van 2022 en 2023. In 2023 en 2022 behaalden ze net als in 2021 de status van Gouden Film met deze films.
In 2022 deden ze samen mee aan een talkshow met een nepnieuws-deskundige over nepnieuws, op de Dutch Media Week van Beeld en Geluid.
In december 2022 werden de broers door YouTube uitgeroepen tot de nummer 1 Shorts creator in Nederland.
Naast hun werk op social media en als acteurs geven zij samen gastlessen op scholen.
Eind 2023 brachten de broers in een bericht naar buiten waarin ze beide besloten hadden een tussenjaar te nemen. Dit om zich meer te gaan richten op content maken en andere projecten. Zo maakten ze hun eerste kinderboek: Quinn en Aaron offline. 

### Quinn
Quinn volgde zijn middelbare school op het Johan de Witt-gymnasium met de opleiding Economie en Maatschappij. Daarna ging hij naar de Tilburg University voor een Bachelor of Science in Communicatie en Informatiewetenschappen. In 2018 speelde Quinn een figurantenrol in de serie Oogappels. In 2023 deed hij mee aan de realityserie Good Luck Guys.

### Aaron
Aaron zat in 2021 in zijn examenjaar op het Insula College, Halmaheiraplein in Dordrecht. In 2020-2021 speelde hij in de serie Brugklas de rol van Ferdy. In 2023 deed hij mee aan Hands Up van en op NPO Zapp.

## Filmografie

### Quinn
| Jaar | Productie                                            | Film/televisie | Rol              | bijzonderheden      |
| ---- | ---------------------------------------------------- | -------------- | ---------------- | ------------------- |
| 2024 | Pokerface                                            | Televisie      | -                | deelnemer           |
| 2024 | Voor het blok                                        | Televisie      | -                | deelnemer           |
| 2023 | Good Luck Guys                                       | Amazon Prime   | -                | deelnemer; gewonnen |
| 2023 | De Club van Sinterklaas film: de Gestrande Stoomboot | Film           | -                | deelnemer           |
| 2023 | De oneindige slijmfilm                               | Film           | Tim              |                     |
| 2022 | De allergrootste slijmfilm                           | Film           | Rodney Pruim     |                     |
| 2021 | De nog grotere slijmfilm                             | Film           | Rodney Pruim     |                     |
| 2018 | Oogappels                                            | Televisie      | klasgenoot Chris | bijrol              |
| 2018 | Goede tijden slechte tijden                          | Televisie      | feestganger      | figurant            |

### Aaron
| Jaar      | Productie                                            | Film/televisie | Rol              | bijzonderheden         |
| --------- | ---------------------------------------------------- | -------------- | ---------------- | ---------------------- |
| 2024      | Good Luck Guys                                       | Prime Video    | -                | deelnemer              |
| 2024      | Pokerface                                            | Televisie      | -                | deelnemer              |
| 2024      | Voor het blok                                        | Televisie      | -                | deelnemer              |
| 2023      | Hands Up                                             | televisie      | -                | deelnemer              |
| 2023      | De Club van Sinterklaas film: de Gestrande Stoomboot | Film           | zichzelf         |                        |
| 2023      | De oneindige slijmfilm                               | Film           | Timo             |                        |
| 2022      | Het jaar van Fortuyn                                 | Televisie      | leerling         | Aflevering 2           |
| 2022      | De Allergrootste Slijmfilm                           | Film           | Rodney Pruim     |                        |
| 2021      | De nog grotere slijmfilm                             | Film           | Rodney Pruim     |                        |
| 2021      | Hoe mijn keurige ouders in de bak belandden          | Televisie      | ?                | Afleveringen 1, 2 en 3 |
| 2020-2021 | Brugklas                                             | Televisie      | Ferdy            | 6 afleveringen.        |
| 2020      | Oogappels                                            | Televisie      | klasgenoot Chris |                        |
| 2018      | Goede tijden, slechte tijden                         | Televisie      | feestganger      | figurant               |

## Familie
Quinn en Aaron zijn broers van actrice en regisseuse Faye Bezemer.